# Stenocaris valkanovi
Stenocaris valkanovi är en kräftdjursart. Stenocaris valkanovi ingår i släktet Stenocaris och familjen Canthocamptidae. Inga underarter finns listade i Catalogue of Life.